# SMS Deutschland (1904)
SMS Deutschland – pierwszy z pięciu zbudowanych okrętów przeddrednotów typu Deutschland, należących do Kaiserliche Marine. Nazwa został wzięta od nazwy kraju w którym został zbudowany.

## Konstrukcja
Okręt został zbudowany w latach 1903–1906 w stoczni Friedrich Krupp Germaniawerft w Kilonii. Stępka pod budowę została położona 20 czerwca 1903 roku, a budowę okrętu ukończono 19 listopada 1904 roku. Włączenie okrętu do służby miało miejsce 3 sierpnia 1906 roku. Cały okręt kosztował 24,3 miliona reichsmarek. W tym samym czasie co oddanie do służby „Deutschland” oraz innych okrętów typu Deutschland zaczęto zastępować okręty tej klasy nowymi okrętami klasy drednot wzorowanymi na brytyjskim pancerniku HMS „Dreadnought” zbudowanym w 1906 roku.
„Deutschland” wraz z bliźniaczymi okrętami „Schleswig-Holstein”, „Schlesien”, „Hannover” oraz „Pommern” reprezentował ostatnie niemieckie okręty przeddrednoty. Okręty typu Deutschland zastąpiły starsze okręty typu Brauschweig m.in. dzięki lepszemu opancerzeniu oraz szybkości.

## Służba
Zaraz po oddaniu do służby został przydzielony do 2 eskadry bojowej niemieckiej Hochseeflotte jako okręt admiralski. Służył jako okręt flagowy księcia Henryka do 1913. Wraz z wybuchem I wojny światowej, w połowie 1914 roku Deutschland i bliźniacze okręty dostały zadanie obrony ujścia Łaby i Zatoki Helgolandzkiej przed możliwymi najazdami brytyjskimi. Razem z bliźniaczymi okrętami uczestniczył w bitwie jutlandzkiej 31 maja 1916. Po bitwie w 1917 został wycofany z użytku bojowego i miał jedynie zadania pomocnicze. Został skreślony z rejestru floty w dniu 25 stycznia 1920 r. Został sprzedany na złom w 1922. Jego dzwon okrętowy jest na wystawie w Mauzoleum księcia Henryka na osiedlu Hemmelmark.